# Grünhorn
O Grünhorn, também conhecido por Gross Grünhorn, é um cume dos Alpes berneses, na Suíça, cujo ponto culminante se encontra a 4043  m pelo que é um cumes dos Alpes com mais de 4000 m.

## Ascensão
O acesso é feito a partir do Refúgio Concórdia e seguindo a aresta SO que tem uma cotação PD+.
A primeira ascensão foi feita a 7 de agosto de 1865 por Edmund von Fellenberg com  os guias Peter Michel, Peter Egger et Peter Inäbnit, e a segunda com William Auguste Coolidge e os guia de montanha Christian e Rudolf Almer.
Em 28 de abril de 2011 o alpinista suíço Erhard Loretan faz uma queda mortal de mais de 200 m em companhia de um cliente, que ficou gravemente ferido.